# Fastrack (marca)
Fastrack es una marca india de complementos de moda, lanzada en 1998 como submarca de Titan Watches. En 2005, Fastrack se escindió como una marca independiente dirigida a la juventud urbana y a la creciente industria de la moda en la India.

## Historia
La firma comenzó a abrir tiendas minoristas en todo el país, inaugurándose la primera tienda a principios de 2009.
La compañía se introdujo en el segmento de la ropa inteligente asequible, con el lanzamiento de Reflex Beat+ en 2023.
Fastrack también tiene presencia en otras categorías, como gafas de sol, mochilas, relojes de pulsera y otros complementos.